# 56 Arietis
Désignations
56 Arietis (en abrégé 56 Ari) est une étoile variable de la constellation zodiacale du Bélier. Elle porte également la désignation d'étoile variable SX Arietis, 56 Arietis étant sa désignation de Flamsteed. L'étoile brille d'une magnitude apparente moyenne de 5,79, ce qui lui permet d'être visible à l'œil nu dans un ciel préservé de la pollution lumineuse. D'après sa parallaxe annuelle mesurée par le satellite Gaia, l'étoile est distante d'environ ∼ 406 a.l. (∼ 124 pc) de la Terre. Elle s'éloigne du Système solaire à une vitesse radiale héliocentrique de +18 km/s.
56 Arietis est une étoile chimiquement particulière magnétique de type Bp qui présente une surabondance marquée en silicium dans son spectre ; son type spectral est B9pSi. Elle présente une rotation stellaire rapide de 17,5 heures. Cette période s'accroît d'environ deux secondes tous les cent ans. L'étoile présente également des signes d'une précession axiale d'une période d'environ cinq ans.
56 Arietis est le prototype d'une classe d'étoiles variables de fait connues comme les variables de type SX Arietis, qui sont des étoiles variables par rotation possédant de forts champs magnétiques et qui sont des analogues de haute température des variables de type α2 Canum Venaticorum. Sa magnitude apparente varie de 5,75 à 5,81 selon une période cyclique coïncidant avec sa période de rotation.
56 Arietis est environ trois fois plus massive que le Soleil et son rayon est plus de deux fois plus grand que le rayon solaire. Sa luminosité est 110 fois supérieure à celle du Soleil et sa température de surface est de 12 445 K. L'étoile ne possède pas de compagnon connu.